# ミシェル・アダンソン
ミシェル・アダンソン（Michel Adanson、1727年4月7日 – 1806年8月3日）は、フランスの博物学者である。4年あまりセネガルに滞在し、動植物の採集、研究を行った。著書『セネガルの自然誌』は貝類の研究の分野で高い評価を受けた。新しい植物分類の体系の着想を得て、『植物の緒科』を執筆したが、その手法は広まることはなかった。

## 生涯
南フランスのエクス＝アン＝プロヴァンスでスコットランドを出自とする家に生まれた。父は聖職者である。3歳のとき一家はパリにでた。古典語学校に入学するが、王立植物園を訪れ、公開講義を聞き、ジュシュー兄弟やレオミュールの教えを受けた。20歳の時、フランス東インド会社のセネガル経営のための自然科学的調査を行う仕事を得て、サン＝ルイに赴任し博物学研究を行ない、5000種以上の標本も集めた。4年4ヶ月後の1754年にフランスに戻り、1757年に貝類の研究と旅行記『セネガルの自然誌』（"Histoire naturelle du Sénégal"） 第1巻を刊行して学問的には高い評価を得たが、売れ行きはよくなかった。植物などに関する第2巻以降は費用が捻出できず出版されなかった。1759年に科学アカデミーの会員に選ばれた。1763年から『植物の緒科』（"Familles des plantes" ）全2巻を出版した。1773年に科学アカデミーの植物学副教授に任命された。同時にアントワーヌ・ローラン・ド・ジュシューが助教授としてアダンソンの後任となるが、植物分類法については対立することになった。物理学、化学、民俗学、言語学を包含する全10巻の『博物学普遍百科全書』の執筆・出版を企画したが、その膨大な試みはアダンソンの死によって実現しなかった。革命後科学学士院の会員に選ばれ、1803年、レジオンドヌール勲章を受勲するが、すでに健康を害していて1806年に没した。

## 植物分類学におけるアダンソンについて
植物分類の方法はカール・フォン・リンネとそれに対抗するフランスのジョゼフ・ピトン・ド・トゥルヌフォール、ベルナール・ジュシュー、アントワーヌ・ローラン・ド・ジュシューらによって発展してきた。リンネによる雄しべ雌しべの数による分類、トゥルヌフォールの花の形による分類などあらかじめ基準をきめて分類することは、基準の決め方によってその分類の結果は異なるものになる。アダンソンは形質65について、それぞれに複数のクラスを設けて、それぞれの植物の形質がどのクラスにふくまれるかで植物を分類し、その結果から58の科を設けた。アダンソンの科は現在の分類学でいう目にちかい。人間の主観による判断を排除しようとしたアダンソンの方法は当時の学会では否定的な見解が多く、リンネはその結果を不自然なものとして非難した。アダンソンが選択したすべての形質を平等に扱うのに対し、アントワーヌ・ローラン・ド・ジュシューは諸形質の重要度<形質順位の法則>をたて、重要度の高い形質で大別し、次第に重要度の低い形質を参考に細分する方法による分類を行い、これが洗練されて分類学の主流となった。リンネの分類を「人為分類」、トゥルヌフォールの分類を「自然分類」という形容をする時、分類結果が「自然分類」に近いことから、アダンソンの分類も「自然分類」に分類されるが、思想的にはリンネの分類思想に近い。コンピュータの発達によって、表徴の比較処理を行う数量分類学が発展すると、一部に「新アダンソン主義」とよばれる研究者が生まれた。